# Guillermo Acosta
Guillermo Gastón Acosta (Banda del Río Salí, Tucumán, Argentina; 1 de julio de 1988) es un futbolista argentino que juega de lateral, interior derecho o volante de contención en Atlético Tucumán de la Liga Profesional.
Es considerado un ídolo y un símbolo de la institución tucumana, debido al haber conseguido el ascenso que le permitió a Atlético Tucumán jugar varios años en la Primera División de Argentina y clasificar a sus primeras Copa Libertadores y Copa Sudamericana. El 13 de febrero de 2025, en el partido frente a Sarmiento de Junín, se convirtió en el jugador con más partidos jugados en el club tucumano, con 376 presentaciones, dividido en 2 períodos. Sería ovacionado por los cuatros lados del estadio y de esa manera superaría la marca de Francisco "El Negro" Ruíz, arquero de los años 70 que ostentaba el récord de participaciones en el club con 375 partidos jugados.

## Carrera

### Inicios en Atlético Concepción
Recorre las formativas de Atlético Concepción de la Banda.

### Juventud Unida (G)
En 2007 pasa Juventud Unida de Gualeguaychú donde solo juega un partido.

### Vuelta a Atlético Concepción
Volvió al León donde alcanzó a integrar el plantel superior que intervino en el Torneo Argentino C en 2008. Si bien por su corta edad y el estar tapado por otros nombres no llegó jugar partidos oficiales durante esa temporada. En algunos amistosos de pretemporada llegó a jugar de delantero anotando 2 goles.

### Florida
En 2008 es llevado por La Florida, equipo recientemente descendido al Torneo Argentino B, a integrar un interesante proyecto cuyo objetivo no era otro que el de regresar al máximo certamen que organiza el Consejo Federal de AFA.
Si bien el objetivo no se logra, suma Guillermo allí sus primeros partidos oficiales, conquistando sus primeros tantos en dicha condición.

### San Jorge
En 2010 recibe una propuesta de San Jorge, una novel institución tucumana con un proyecto futbolístico ambicioso y se integra al mismo.
El “expreso verde”, por ese entonces una categoría más abajo (Torneo Argentino C).
La decisión no fue mala, pese a integrar el banco de suplentes en la temporada 2010-2011, con un intervalo en el que fue sumado como refuerzo por el Mitre de Orán, regresó al verde que consiguió el ascenso al Argentino B y en la temporada siguiente con gran aporte suyo un nuevo ascenso, al Torneo Argentino A.
Pero no son los dos ascensos lo más relevante en su carrera, sino las dos últimas campañas en San Jorge, hecho que llevó a diversos clubes del país, especialmente de la región, a codiciarlo.

### Atlético Tucumán
Durante junio de 2013, se produjo una suerte de “pulseada” entre los clubes más importantes del Jardín de la República y fue el “decano” quien se hizo de sus servicios, con la firme intención de integrarlo al plantel de Ricardo Rodríguez, que interviene en la B Nacional. En el partido contra Talleres de Córdoba convirtió su primer gol con la camiseta celeste y blanca.
En 2015 sería su mejor año convirtiendo 7 goles en 38 partidos donde logró el ascenso y consiguió salir campeón con Atlético el 8 de noviembre de 2015 de la Primera B Nacional.
Un año después sería su explosión como futbolista jugando 14 encuentros y marcando 2 goles (el primer gol fue ante Defensa y Justicia victoria 3-1 del decano). En el torneo siguiente (Campeonato argentino 2016/17) marcaría el primer gol de su equipo en el torneo frente a Atlético Rafaela anotando el único gol del partido. Frente a Arsenal de Sarandí convierte su segundo gol (el cuarto en primera) en la victoria 3-1. En la temporada 2017-2018 le marcó goles a Racing Club en la victoria 3-1 y a Independiente (un doblete), victoria 2 a 0.
En la primera fecha de la Superliga Argentina 2018-19 frente a Racing Club, marcó 1 gol descontando el marcador, en el empate 2-2 en Tucumán. Contra Tigre, asiste 2 veces al Pulga Rodríguez en el primer y tercer gol, el decano ganaría 3-0 el partido. Ante San Martín de San Juan fue el encargado de abrir el marcador luego de un excelente pase de Rodrigo Aliendro, el Decano ganaría el encuentro 3-0 por la fecha 6. Ante Estudiantes de la Plata asiste a Rodrigo Aliendro para que marcara la igualdad (1-1) cuando quedaban 2 minutos para finalizar el encuentro.
El 6 de enero de 2019, se confirma el traspaso a Lanús en una cifra cercana a un millón de dólares. Entre 2013 y 2019, Acosta jugó 164 partidos anotando 24 goles en el elenco tucumano.

### Lanús
En 2019 se confirma la llegada de Guillermo Acosta a Lanús desde la cuenta de Instagram oficial donde compartió plantel con otro ex-Atlético Tucumán, Leonel Di Plácido. Debutó el 9 de febrero de 2019 ante Gimnasia de La Plata reemplazando a Marcelino Moreno y jugando los últimos 8 minutos. Su primer partido como titular fue en la Copa Argentina ante Huracán Las Heras, victoria Granate 2-0. Anotó su primer y único gol con Lanús frente a Belgrano de Córdoba en la victoria 3-1.

### Segunda etapa en Atlético Tucumán
Luego de solo jugar 6 meses en el Granate, se desvincula y retorna a su provincia firmando vínculo con Atlético por 3 años, siendo esta su segunda etapa en el club. Hizo su reedebut ante Rosario Central por la primera fecha del campeonato 2019/2020. Frente a San Lorenzo asiste a Leandro Díaz, para que abriera el marcador en el empate en 2 del club tucumano. En la fecha 16 asistió a Javier Toledo, en el segundo frente a Newell's.
Anotó el tercer gol frente a Racing de Avellaneda por la primera fecha de la Copa de la Liga Profesional 2020, llegando a los 25 goles en el club tucumano, en la histórica goleada en el Estadio Presidente Perón por 4 a 1.  A Racing Club junto al otro equipo de Avellaneda (Independiente) son los rivales a quienes más convirtió en la máxima categoría de Argentina (3 goles contra Racing, 2 contra Independiente). Anotaría el quinto gol del partido frente a Unión de Santa Fe, victoria 5-3, por la 6.ª fecha de la Copa Diego Armando Maradona 2020.
En el 2021 anotaría frente a su ex-equipo, Lanús por la fecha 4 de la Copa de la Liga Profesional 2021, derrota 2-1. En la fecha siguiente anotaría el empate transitorio frente a Patronato de Paraná. 
Por el campeonato de 2021, marcaría su quinto gol desde su regreso ante Godoy Cruz estampando el segundo gol del partido, por la tercera fecha del torneo. Actualmente se encuentra en la lista de goleadores del equipo tucumano con 29 tantos.
En 2023, después de casi irse del club por diferencias con los técnicos Favio Orsi y Sergio Gómez y partir hacia el norte argentino con el club Gimnasia y Esgrima de Jujuy, decide quedarse. En marzo de ese mismo año volvería a convertir luego de 3 años, ante Independiente Rivadavia de Mendoza, en el empate de Atlético Tucumán por un resultado de 2-2.
El 13 de febrero supera la marca de Francisco El Negro Ruíz como mayor jugador con presencia, en un partido contra Sarmiento de Junín, donde sería ovacionado por la hinchada de Atlético y ésta le dedicaría una bandera "BB Acosta, Leyenda. 376", en referencia a los 376 partidos jugados en el club dentro de sus 2 etapas.

## Clubes y estadísticas
| Club                 | País                | Año           | Partidos | Goles | Asist. | Promedio |
| -------------------- | ------------------- | ------------- | -------- | ----- | ------ | -------- |
| Juventud Unida (G)   | Argentina           | 2007          | 1        | 0     | 0      | 0        |
| Atlético Concepción  | Argentina           | 2008          | 0        | 0     | 0      | 0        |
| La Florida           | Argentina           | 2008-2009     | 24       | 5     | 8      | 0.21     |
| Atlético Concepción  | Argentina           | 2009-2010     | 13       | 1     | 2      | 0.08     |
| San Jorge de Tucumán | Argentina           | 2010-2011     | 1        | 0     | 0      | 0.00     |
| Mitre de Salta       | Argentina           | 2011          | 0        | 0     | 0      | 0.00     |
| San Jorge de Tucumán | Argentina           | 2012-2013     | 71       | 21    | 14     | 0.3      |
| Atlético Tucumán     | Argentina           | 2013-2018     | 164      | 24    | 14     | 0.15     |
| Lanús                | Argentina           | 2019          | 9        | 1     | 0      | 0.11     |
| Atlético Tucumán     | Argentina           | 2019-presente | 212      | 6     | 6      | 0.03     |
| Total en su carrera  | Total en su carrera | 2007-presente | 495      | 59    | 48     | 0.12     |

Actualizado el 15 de diciembre de 2024.

## Palmarés

### Campeonatos nacionales
| Título              | Club                | Sede                  | Año  |
| ------------------- | ------------------- | --------------------- | ---- |
| Torneo del Interior | Atlético Concepción | Concordia             | 2008 |
| Primera B Nacional  | Atlético Tucumán    | San Miguel de Tucumán | 2015 |